# Victor Dimukeje
Victor Dimukeje (Baltimora, 18 novembre 1999) è un giocatore di football americano statunitense che milita nel ruolo di outside linebacker per i New York Giants della National Football League (NFL).

## Carriera

### Arizona Cardinals
Dimukeje al college giocò a football a Duke. Fu scelto nel corso del sesto giro (210º assoluto) nel Draft NFL 2021 dagli Arizona Cardinals. Nella sua stagione da rookie giocò principalmente negli special team, terminando con 14 presenze, nessuna delle quali come titolare, con 3 tackle.

### New York Giants
Il 18 marzo 2025 Dimukeje firmò con i New York Giants. L'8 maggio fu annunciata la rottura di un muscolo del petto in allenamento per il giocatore.